# Onszen

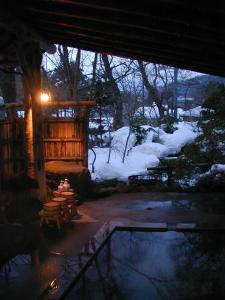
Kültéri medence, Naruko, Mijagi

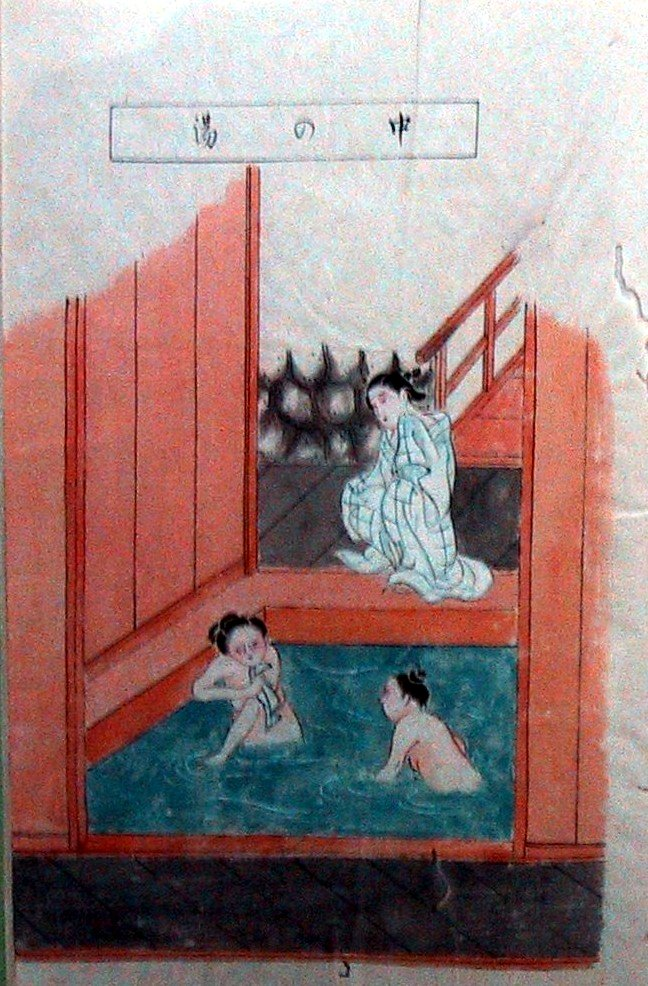
Útikönyv Hakonenak 1811-ből

Az onszen (温泉) egy kifejezés a japán nyelvben a termálfürdőkre, habár a kifejezés gyakran a fürdési lehetőségeket és a panziókat írja le a termálfürdő körül. Mint egy vulkanikusan aktív országnak, Japán onszenek ezrével rendelkezik ezek mentén. Az onszent hagyományosan tömegfürdőzési helyként használták, és manapság központi szerepet játszik a japán belföldi turizmus irányításában.
Az onszennek rengeteg formája és típusa van, beleértve a kültéri (露天風呂 [roten-buro] vagy 野天風呂 [noten-buro]) és beltéri fürdőket. A fürdők lehetnek publikusak, amit a város tart fenn, vagy magántulajdonban lévők (内湯 [ucsiju]), amik gyakran hotelek, a rjokan nevű hagyományos fogadók vagy a magánszállást reggelivel kínáló hotelek (民宿 [minsuku]) részei.
Az onszen központi szerepet játszik a japán turizmusban, amelyek gyakran vidéki tájakon találhatóak meg, de számos intézményük a városon belül is fellelhető. Ezek fő turisztikai attrakciók, amik japán párokat, családokat vagy céges csoportokat rajzolnak le, akik meg akarnak szabadulni a mozgalmas városi élettől, és lazítani szeretnének. A japánok gyakran beszélnek a „meztelen közösség” (裸の付き合い [hadaka no cukiai]) erényének útjában álló felszámolásról, és hogy ismerjük meg az embereket a nyugodt, otthonias környezettel rendelkező rjokanokban, amelyekhez onszent csatolnak. A japán televíziós csatornák gyakran közölnek programokat a helyi onszenekről.
Az onszenek jelenléte a térképeken a ♨ szimbólummal, vagy a 湯 [ju] (jelentése „forró víz”) kandzsival van jelölve. Néha a szimpla ゆ [ju] hiragana karakter is használt, hogy fiatalabb gyerekeknek is érthető legyen.

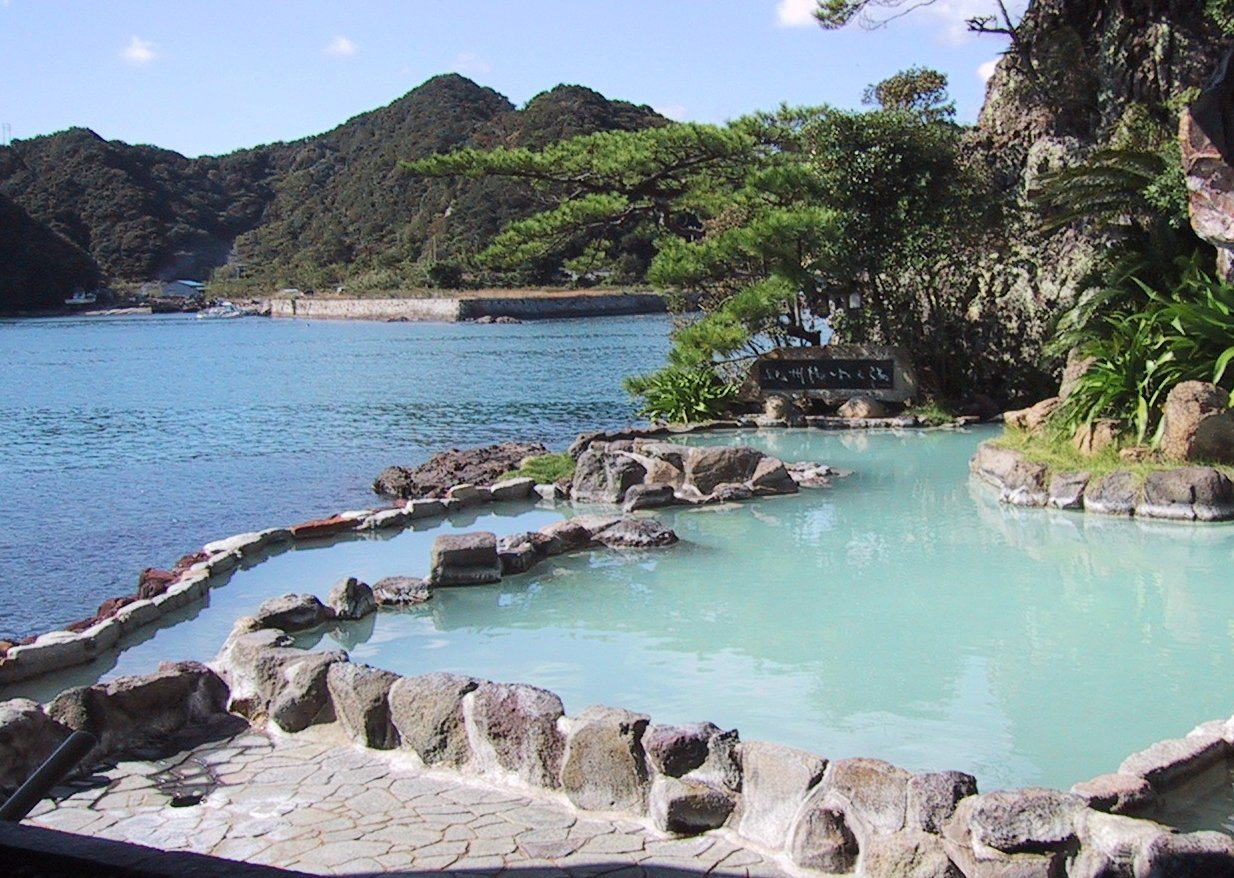
Roten-buro, azaz kültéri medence Nakanosimánál Nacsikacúra, Vakajamaban

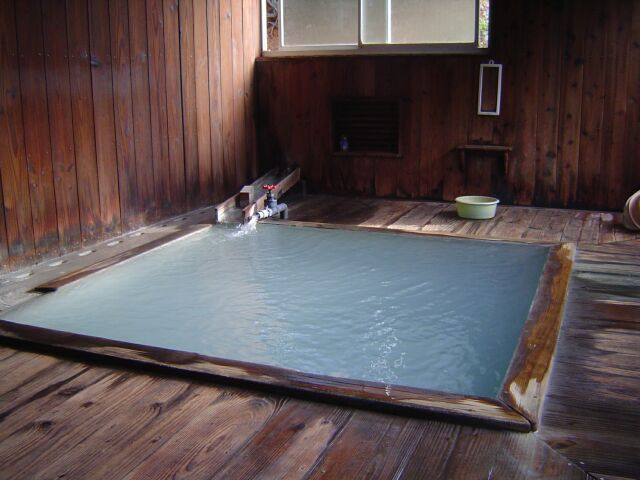
Beltéri onszen Ófuka Onszen

Hagyományosan az onszenek külső elhelyezkedésűek, habár a panziók nagy számban rendelkeznek bentre épített fürdőkkel is. Az onszen definícióként a geotermikusan fűtött, természetesen forró vizekre van használva. Az onszeneket meg kellene különböztetni a szentóktól, amelyek a beltéri közösségi fürdőházak, amelyek fűtött csapi vízzel vannak feltöltve. Az onszenek jogi meghatározásába beletartozik az, hogy a víznek tartalmaznia kell 19 megnevezett kémiai elemet, köztük radont és metabolikus savat, valamit a víznek 25 °C-osnak vagy melegebbnek kell lennie, mielőtt újra felmelegítik. A főbb onszenes üdülőhelyek gyakran széles körű választékot kínálnak spa fürdőkből és mesterséges vízesésekből a fürdőzési területen; a vízeséses szolgáltatás neve 打たせ湯 [utaszeju].
Úgy hiszik, hogy az onszenek vizei gyógyító erővel rendelkeznek, ami az ásványi tartalma miatt származtatható. Egy sajátos onszen számos különböző fürdőt kínál, mindegyik vize különböző ásványi összetételű. A kültéri fürdők kádjai gyakran ciprusfából, márványból vagy gránitból készülnek, a beltérieké csempéből, akrilüvegből, vagy rozsdamentes acélból. A különböző onszenek különböző vizeikkel, és azok ásványtartalmával dicsekednek, plusz ezek az ásványok milyen gyógyító tulajdonságot tartalmaznak. Más szolgáltatások, például masszázs is megtalálható.
Az emberek gyakran utaznak a kollégájukkal, családjukkal, párjukkal vagy a barátaikkal az onszenekbe.

## Vegyes fürdés
Hagyományosan az onszenekben a férfiak és a nők együtt fürödtek, de amikor a Meidzsi-restauráció idején Japán utat nyitott a Nyugat előtt, a férfiak és a nők fürdőterülete szét lett választva. A vegyes fürdés (混浴 [konjuku]) ma is fennáll néhány különleges onszenben Japán vidéki területein, amelyek szintén megadják a lehetőséget, hogy „csak nők” elkülönítve fürödhessenek, vagy a nemek különböző órákban vehetik igénybe a fürdőt. A férfiak gyakran eltakarják egy kisebb törölközővel a nemi szerveiket, míg a nők egy nagyobb törölközővel az egész testüket, amíg fürdőznek. A gyerekek, mindegy melyik nemhez tartoznak, láthatóak mind a női részen, mind a férfi részen. Japán néhány prefektúrájában, Tokiót is beleértve, ahol a meztelen vegyes fürdőzés meg lett tiltva az embereket kötelezik, hogy viseljenek fürdőruhát vagy egy jugi (湯着 [jugi]) nevű speciális öltözéket a fürdéshez.

## Etikett
Biztosított tisztaság

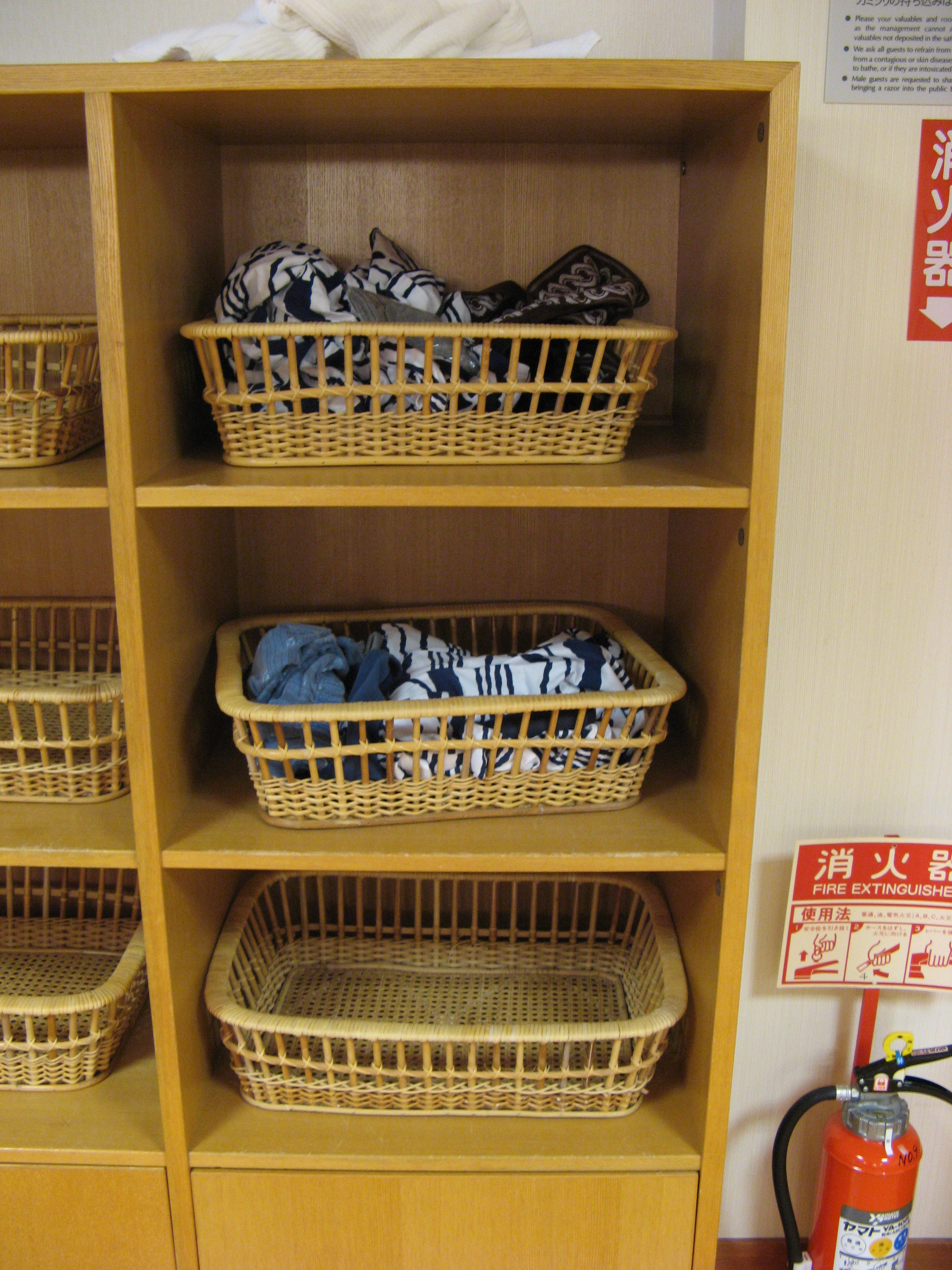
Onszen kosarak

Egy onszenen, csak úgy mint egy szentóban, minden vendégtől elvárják, hogy megmossák a testüket és alaposan leöblítsék magukat mielőtt belépnek a forró vízbe. A fürdőállomások fel vannak szerelve zsámollyal, csaptelepekkel, fa vödrökkel, és piperecikkekkel, mint szappan és sampon, közel mindegyik onszen ad eltávolítható zuhanyfejeket a fürdési kényelemhez. Az onszenbe belépni még mindig koszosan vagy szappannyomokkal a testen társadalmilag nem elfogadott.
Fürdőruha
Fürdőruha használata a fürdőkben általában nem megengedett. Azonban néhány modern onszen, inkább vízi park jellegű, megkívánják a vendégektől, hogy hordjanak fürdőruhát a vegyes fürdőkben.
Törölközők
Az onszen vendégei gyakran hoznak magukkal egy kisebb törölközőt, amit mosdóeszközként használnak. A törölköző szintén biztosít egy csöppnyi szerénységet, amíg a mosdóterület és a fürdőterület között sétálnak. Néhány onszen engedélyezi, hogy a törölközőt a fürdőkben is használják, míg mások jelzik, hogy tiltják ezt, mondván, nehezebbé teszik a fürdők takarítását. Néha megszegve a szabályokat elmerítik, vagy bemártják a törölközőt az onszen fürdők vizébe, pedig ez szabályellenes. Ez utóbbi esetben, az emberek általában kiteszik a víz oldalába a törölközőiket, amíg a fürdőt élvezik, vagy összehajtogatva a fejükre helyezik azt.
Zaj
Az onszenek változóak, vannak csendesek, és zajosak egyaránt. Van ahol háttér zenét kapcsolnak és gyakran spriccelő szökőkutak jellemzőek. Az emberek társalognak ebben a nyugtató helyzetben. Általánosságban lármázási tilalmak vannak életben a mosdó és fürdőzési területeken. Azonban a kisebb mennyiségű túlzott energikusság és a fröcskölés csak a gyerekeknél van tolerálva.
Tetoválások
Rengeteg onszen kitiltja a tetovált fürdőzőket, mert Japánban a nyugati radikális nézeteket tekintve, a tetoválások a bűnözés jelképeinek vannak betudva – a jakuzák tradicionálisan bonyolult tetoválásokkal rendelkeznek. Mindenkire nézve szigorú, beleértve nőket, külföldieket, és még akár a kicsi és "békés" tetoválásokat is.

## Gyógymód
Japán vulkanikus természeténél fogva bővelkedik forrásokban. Amikor az onszen vize jellegzetes ásványokat és kémiai elemeket tartalmaz, az kimutatja milyen típusú onszen az.
Néhány példa onszentípusokra:
- Kén onszen (硫黄泉 ió-szen)
- Nátrium klorid onszen (ナトリウム泉 natoriumu-szen)
- Hidrogén-karbonát onszen (炭酸泉 tanszan-szen)
- Vas onszen (鉄泉 tecu-szen)

Japánban, azt mondják az onszeneknek különböző egészségügyi hatásaik vannak.
A japánok hisznek abban, hogy egy jó ázás az onszenben gyógyítja a fájdalmakat és betegségeket, és hogy az onszent látogatni kezeli a betegségeket, mint az ízületi fájdalmakat, krónikus bőrbetegségeket, cukorbetegséget, székrekedést, menstruációs fájdalmakat, stb.
Ezek az egészségügyi ellátások egy központi szerepet adnak a balneoterápiának, amit "Onszen Terápiának" (温泉療法 onszen-rjóhó) neveznek. Az Onszen Terápia egy átfogó fürdési kezelés lefolyása, ami fenntartja az egészséget, normalizálja az egészséget, és megelőzi a betegségeket.

## Kockázatok
Habár japánok milliói fürdenek onszenekben minden évben, még mindig vannak ellenjavaslatok az onszenek ellen, mert néhány mellékhatás megfigyelhető a használatuk után, például magas vérnyomás, szívbetegség.
Az utóbbi években, a szegényes higiéniájú onszenekben szórványosan megfigyelhető volt a Legionella baktérium. A szegényes higiénia felfedése oda vezetett, hogy néhány onszen szabályzásai javultak azáltal, hogy a termálfürdők közösségében megmaradjon a jó hírnevük.
Voltak jelentések fertőző betegségekről, amelyek világszerte megtalálhatóak forró vizekben, mint például:
Különböző Naegleria fajok. Amíg a tanulmányok meg nem találták a Naegleria előfordulását a termálfürdők vizében, addig az aggasztó Naegleria fowleri amőba azonosítatlan volt. Mindazonáltal, történelmileg kevesebb, mint 5 ügy lett feltárva Japánban, így nem kapcsolható egyértelműen az onszenekhez.
Rengeteg onszen ad ki figyelmeztetést a vendégeknek, hogy nyílt sebbel, vágással és elváltozással ne fürdőzzenek. Továbbá, az elmúlt években az onszenek fokozatosan adtak klórt a vizekhez a fertőzések megelőzése érdekében, habár sok onszen a természetességre törekszik, a klórtalan onszenek ehelyett nem hasznosítják újra a vizet, nem minden nap takarítják őket. Ezek az óvintézkedések, csak úgy mint a megfelelő onszen használat (ne tegyük a fejet a vízbe, alaposan megmosakodni mielőtt belépünk a kádakba) remekül csökkentenek mindenfajta kockázatot a fürdőzők számára.

## Választott onszenek
- Akagi, Gunma
- Akaju, Jamagata
- Arima Onszen, Kobe, Hjógo
- Aszamusi Onszen, Aomori Prefektúra

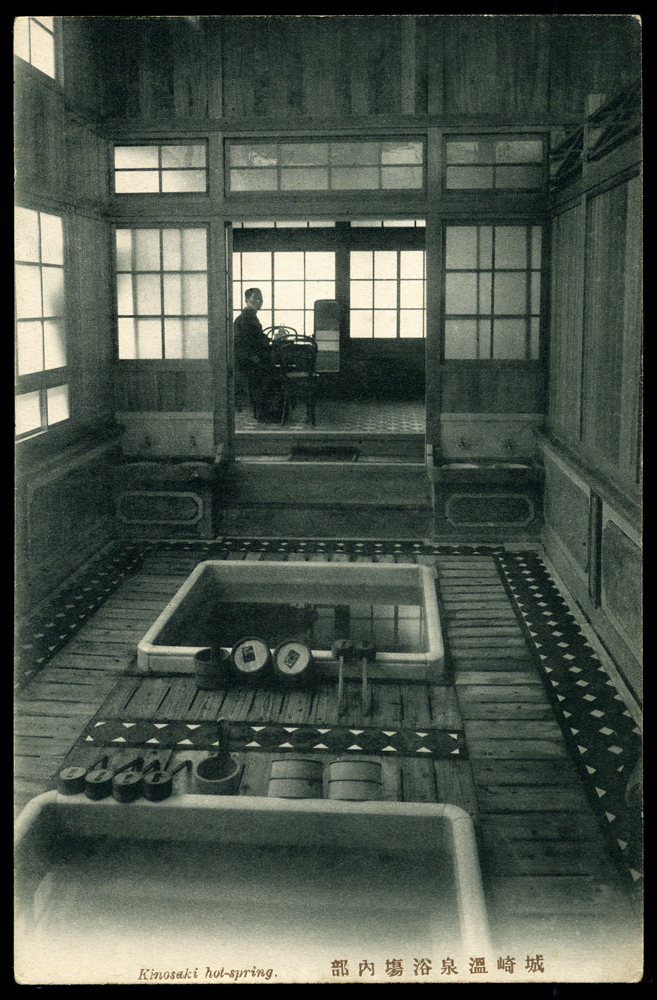
Kinoszaki Termálfürdő, Hjógo, képeslap körülbelül 1910-ből

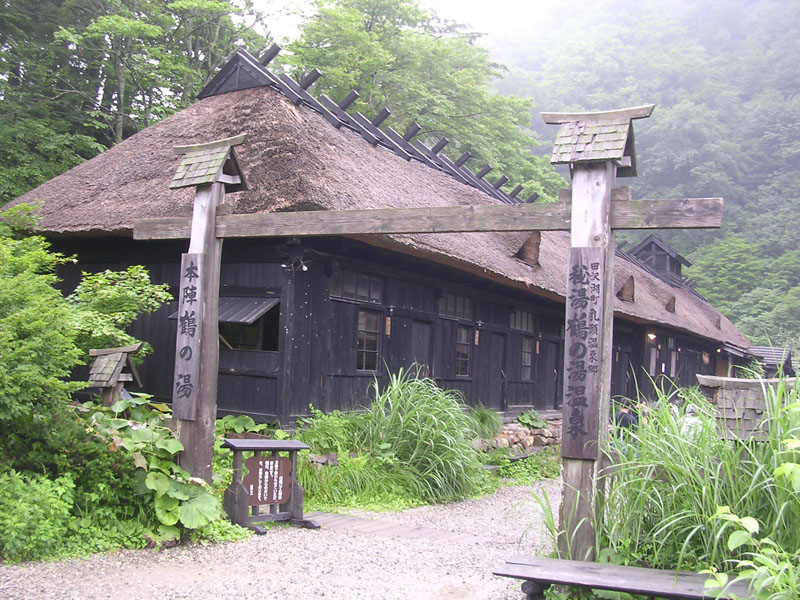
Régi Curu-no-ju Fürdőház Njútó Onszen területén, Akita prefektúra

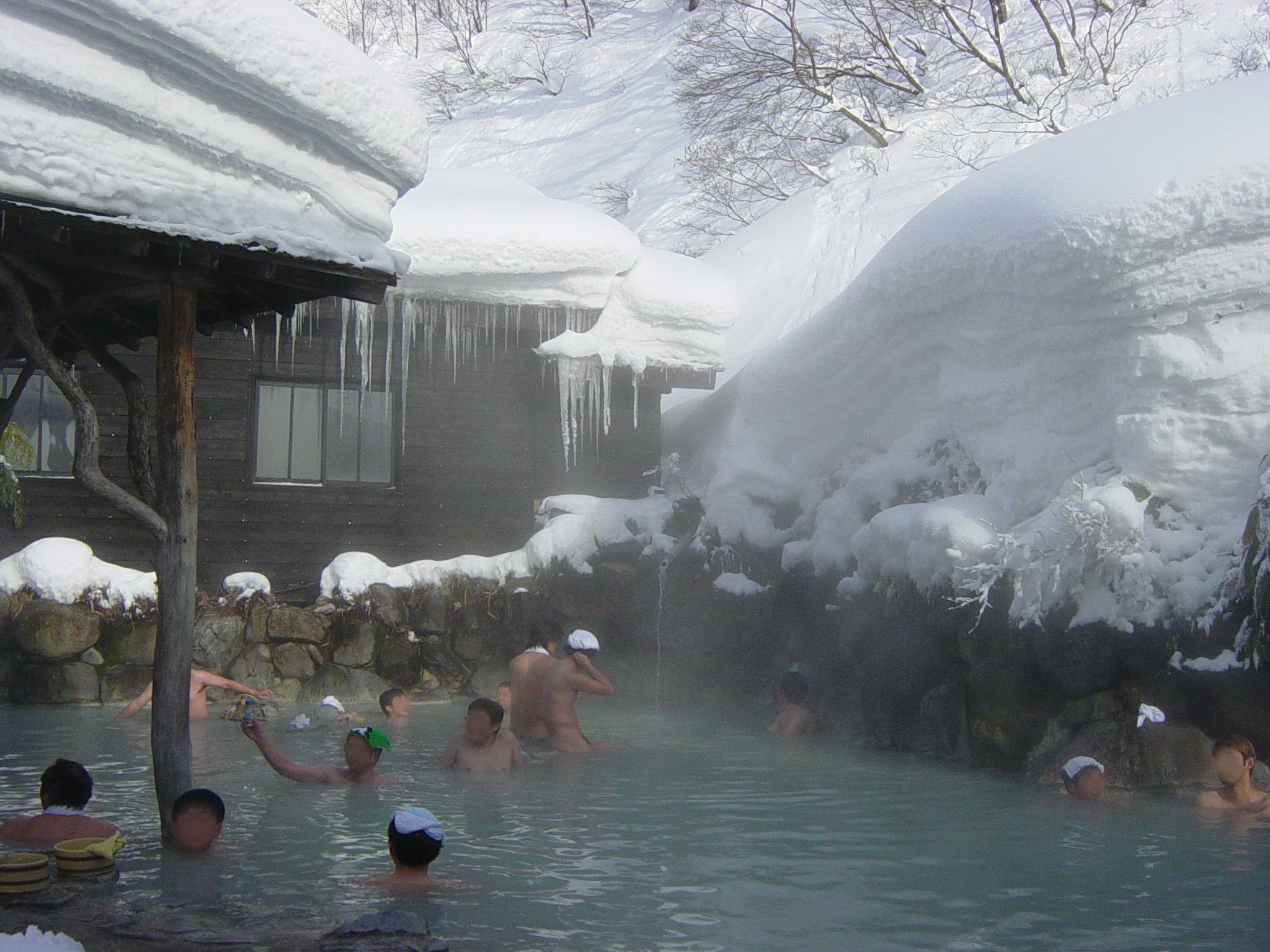
Téli fürdőzés Curu-no-ju roten-buroban Njútóban, Akita

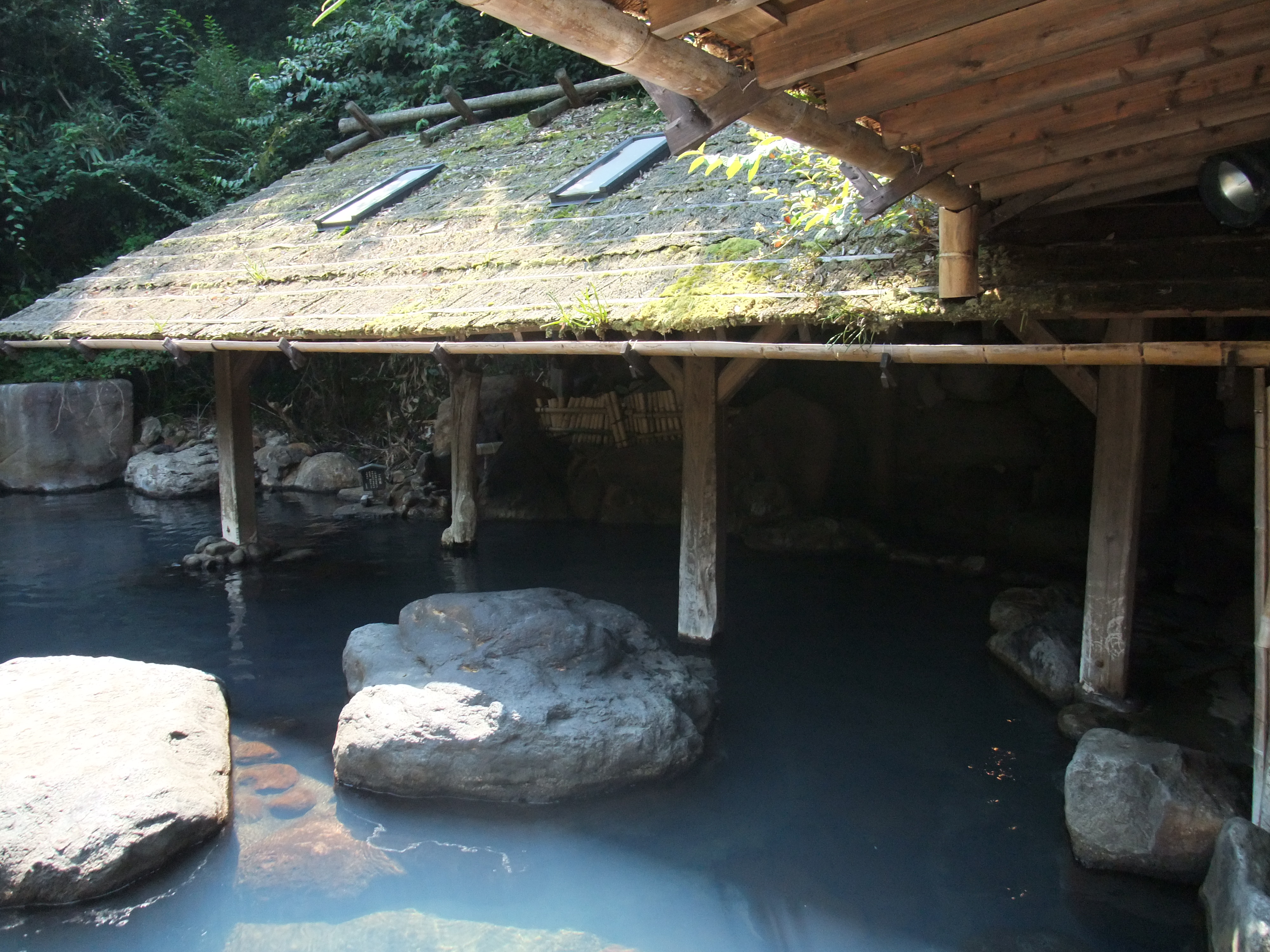
Kurokava Onszen roten-buro Kjusuban

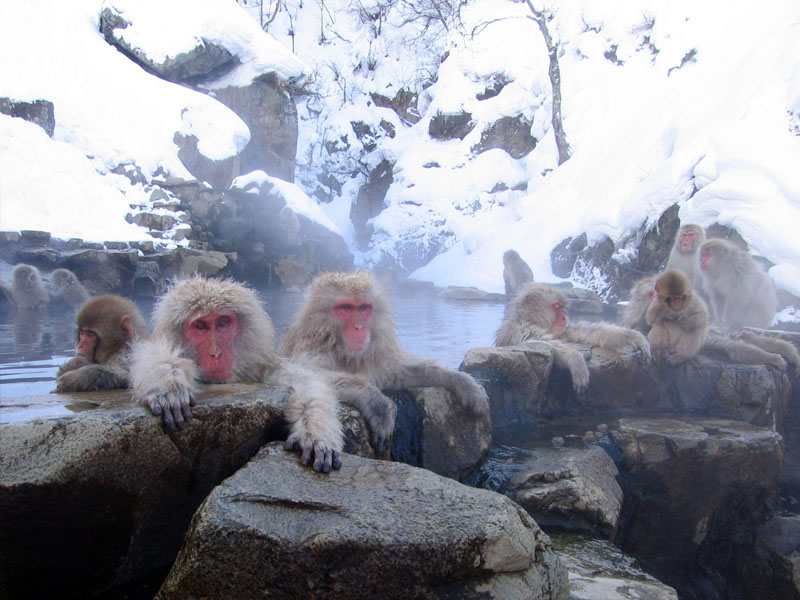
Japán makákók élvezik a roten-buro nyílt téri onszent a Dzsigokudani Majom Parkban

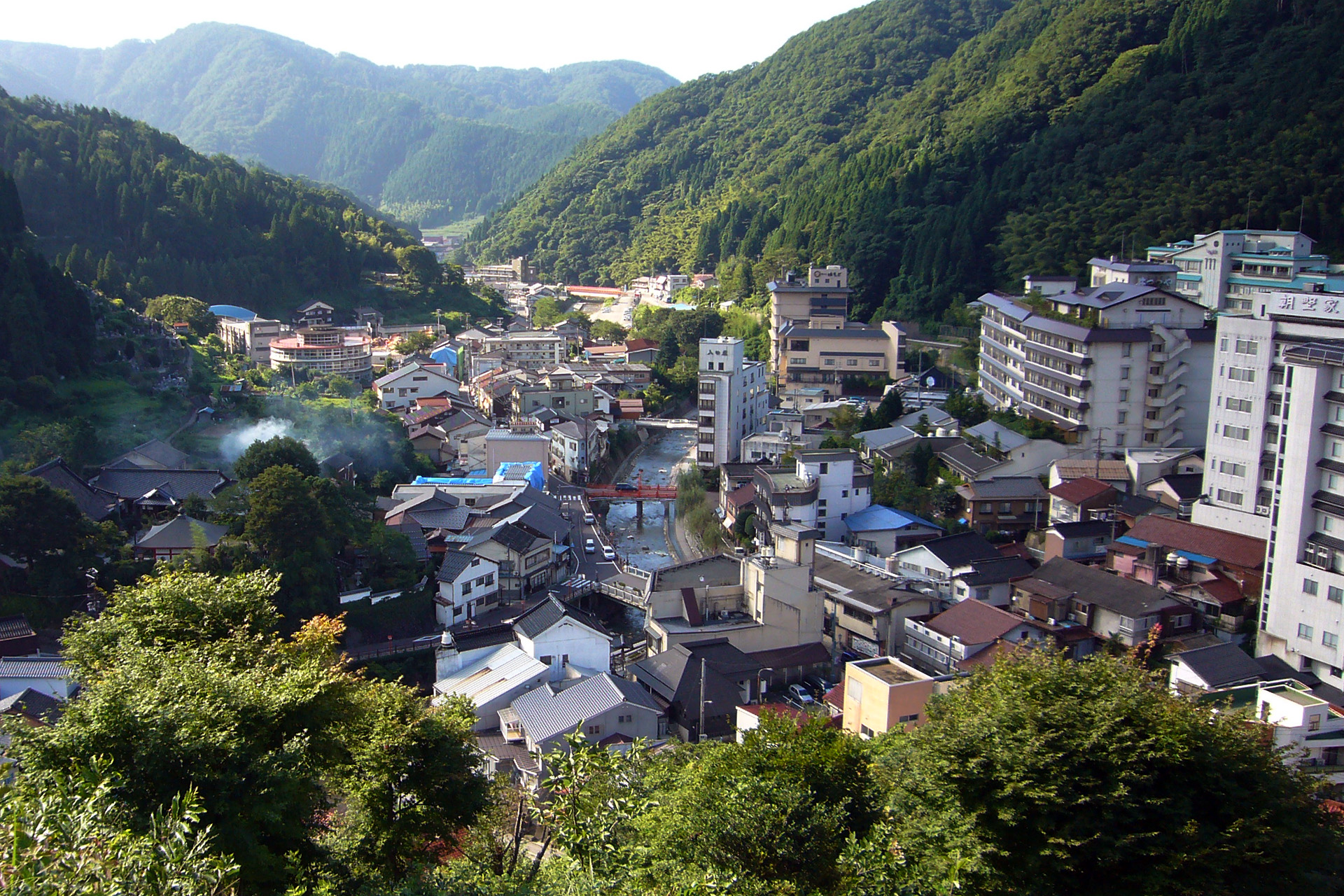
Jumura-onszen termálfürdős üdülőhelye és erdői Sin onszen, Hjógoban

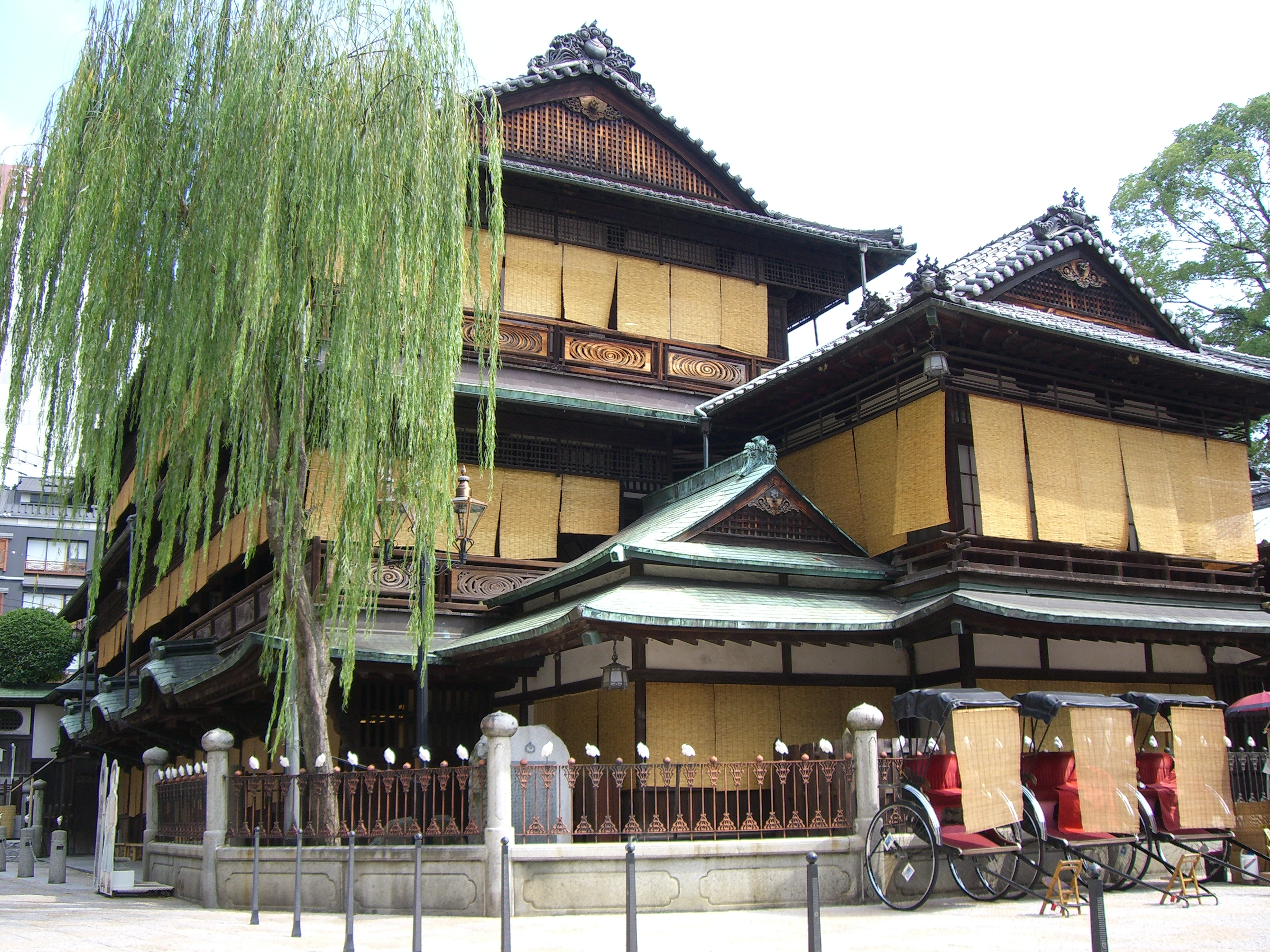
Dógo Onszen termálfürdők (főépület) Macujamaban, Ehime

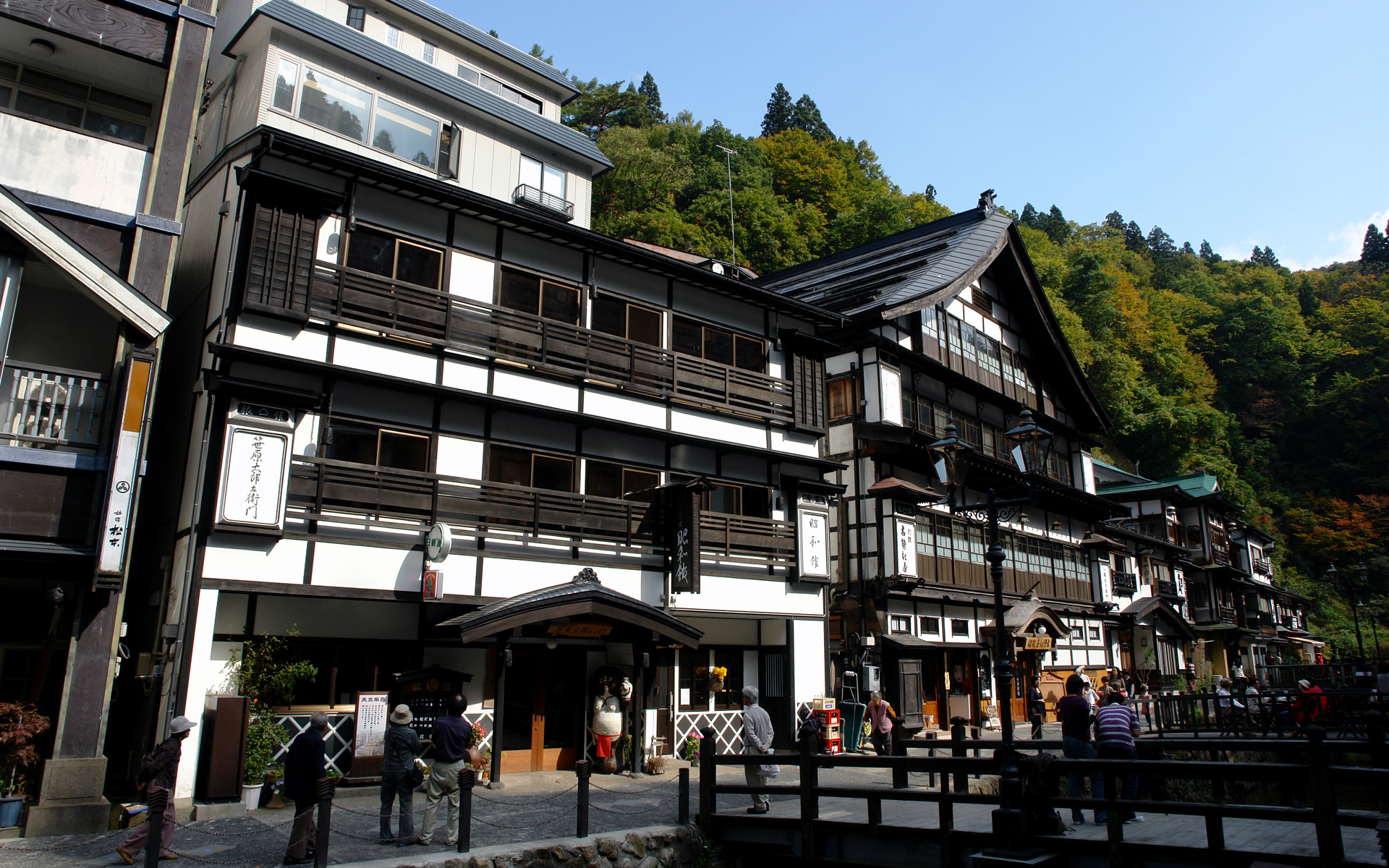
Ginzan Onszen Obanazavaban, Jamagata

- Aszo, Kumamoto, híres onszen terület az Aszo Hegy mentén, ami egy aktív vulkán
- Atami Onszen, Atami, Sizuoka, fontos onszen üdülőváros Tokió közelében
- Avara Onszen, Avara, Fukui Prefektúra
- Avazu Onszen, Komacu, Isikawa
- Beppu Onszen, Beppu, Óita Prefektúra, híres a sokszínű fürdőiről
- Dógo Onszen, Ehime Prefektúra
- Futamata, Hokkaidó
- Gero Onszen, Gero, Gifu, híres az ingyenes nyílt fürdőiről a Hida Folyó partján
- Getó Onszen, Ivate Prefektúra
- Ginzan Onszen, Obanazava, Jamagata
- Hakone, Kanagava, híres onszen üdülőváros Tokió közelében
- Hanamaki, Ivate
- Hiraju Onszen, Takajama, Gifu
- Hokkava Onszen, Sizuoka
- Ibuszuki Onszen, Kagosima Prefektúra
- Ikaho Onszen, Ikaho, Gunma
- Itó, Sizuoka
- Ivaki Yumoto Onszen, Fukusima Prefektúra
- Ivamuro, Niigita, híres onszenjeiről az Edo kor óta
- Dzsigokudani, Nagano Prefektúra
- Dzsózankei Onszen, Hokkaidó
- Kaike Onszen, Jonago, Tottori
- Kakeju Onszen, Nagano
- Kanzandzsi Onszen, Sizuoka
- Katajamazu Onszen, Kaga, Isikava
- Kavaju Onszen, Tanabe, Vakajama
- Kindaicsi Onszen, Ivate
- Kinoszaki, Hjógo
- Kinugava Onszen, Tocsigi
- Kurokava Onszen, Aszo, Kumamoto Prefektúra
- Kuszacu Onszen, Gunma Prefektúra
- Miszasza Onszen, Miszasza, Tottori Prefektúra
- Nagaragava Onszen, Gifu, Gifu
- Szavatari, Gunma Prefektúra
- Sima, Gunma Prefektúra
- Nanki-Kacuura Onszen, Nacsikacuura, Vakajama
- Nanki-Sirahama Onszen, Sirahama, Vakajama Prefektúra
- Naruko, Mijagi
- Noboribecu, Hokkaidó
- Nuruju Onszen, Kumamoto Prefektúra
- Njútó Onszen, Akita Prefektúra
- Onneju Onszen, Hokkaidó
- Ófuka Onszen, Akita
- Rjudzsin Onszen, Tanabe, Vakajama, egy Japán három híres szépítő onszenjei közül
- Szabakoju Onszen, Fukusima Prefektúra, a legrégebbi közösségi onszen Japánban
- Szakunami Onszen, Mijagi
- Szenami Onszen, Niigita Prefektúra
- Simabara, Nagaszaki
- Simobe Onszen, Jamanasi Prefektúra
- Siobara Onszen, Tocsigi Prefektúra
- Suzendzsi, Sizuoka Prefektúra
- Szóunkjo Onszen, Hokkaidó
- Szukaju, Aomori Prefektúra
- Szumatakjó Onszen, Sizuoka Prefektúra
- Szuva, Nagano Prefektúra
- Takanoju, Akita Prefektúra
- Takaragava, Gunma, az egyik legnagyobb kültéri onszen Japánban
- Takarazuka, Hjógo
- Tara, Szaga
- Tójako, Hokkaidó
- Cubame Onszen, Niigata – híres az ingyenes nyitott vegyes fürdőiről
- Cukioka Onszen, Niigita, Niigata Prefektúra
- Curamaki Onszen, Kanagava
- Unazuki Onszen, Kurobe, Tojama Prefektúra
- Vakura Onszen, Nanao, Isikava Prefektúra
- Jamanaka Onszen, Kaga, Isikava
- Jamasiro Onszen, Kaga, Isikava
- Jubara Onszen, Okajama Prefektúra, az egyik legnagyobb vegyes fürdő a Jubara gát tövénél
- Judanaka Onszen, Nagano Prefektúra
- Jufui, Óita Prefektúra
- Jugavara, Kanagava Prefektúra
- Jumura Onszen, (Sin Onszen, Hjógo)
- Junogo Onszen, Okajama Prefektúra
- Junokava Onszen, Hokkaido
- Junomine Onszen, Tanabe, Vakajama, az UNESCO világörökségi Cuboju fürdője
- Juzawa, Niigita
- Zaó Onszen, Jamagata Prefektúra

## Néhány hírneves onszen
A Beppu Onszen (別府温泉) egy termálfürdő csoport Beppu városában, Óitában, Japánban. A Beppu Onszen nyolc fő termálfürdő területre oszlik, melyet "Beppu Hatto" néven ismernek. A Beppu termálfürdők legfontosabb jelentősége a forrásainak gazdagságában rejlik. A kibocsátott víz mennyisége nem haladja meg az amerikai Yellowstone Nemzeti Parkét, amely a világ legnagyobb meleg vizű forrása.
2909 meleg vízű forrás lyuk van a városon belül, és ez több, mint 10%-át adja a Japánban fellelhető 27644 meleg vízű forrásoknak, a Környezetvédelmi és Vízügyi Minisztérium 2004-es felmérése alapján. A Beppu Városháza statisztikái alapján több, mint 130000 tonna forró víz áramlik a talajból minden nap. Ez a világon a második legnagyobb mennyiségben kibocsátott víztömeg, Japánban az első helyet foglalja el.
A Dógo Onszen (道後温泉) egy termálfürdő, Macujama városában, Ehime Prefektúrában, Sikoki szigetén, Japánban. Az egyik legrégebbi onszen termálfürdő Japánban, melynek történelme 1000 évvel ezelőttre nyúlik vissza. A fürdő meg van említve a Manjósúban (759-ben íródott), és a legenda szerint Sótoku herceg (574-622) is részesült a vízből.
A Dógo Onszen jelenlegi épülete Dogo Junomacsi első polgármestere, Iszaniva Jukija által lett megszervezve és 1894-ben építették. Három emeletre lettek építve a magasabb kapacitás érdekében, a fürdő megmaradt népszerűnek és csúcsidőben nagy a tömeg, mint például kora este, vacsora idő előtt.
A Jusinden egy fürdő szoba, ami kifejezetten a Császári Családnak van fenntartva. A Jusinden a fő épület keleti részén található. A Jusinden 1899-ben lett építve, a Momojama kor hagyományos építészeti stílusában. A Gjokuza no Ma egy fürdő szoba kizárólagosan a Császár használatára.
A Jubara Onszen Hakkei (湯原温泉) egy japán stílusú panzió, amely a hegyekben helyezkedik el, mely megőrizte Japán látképét évekkel ezelőttről. A fürdőket természetes forrásvíz jellemzi, amely gyengéd a bőrhöz, és több, mint 800 éve áramlik. Szemben a nagyteremmel, a 24 órás, vegyes, nyitott "Szuna-ju" fürdő érhető el, ingyenesen. A vendégek szintén élvezhetik a hegyi falvak ízeit, melyeket a főszakács készít el. Az ételek bővelkednek zöldségekben, melyek pikánsan vannak tálalva.
A Junomine Onszen (湯の峰温泉) egy különös kis panzió egy eldugott kis völgyben a megszentelt Kumano hegy szívében. A víz hétszer változtatja a színét egy nap. A Junomine Onszen 1800 évvel ezelőtt lett felfedezve, és úgy gondolják ez egyike Japán lerégebbi onszenjeinek. A Junomine Onszen szerves része, a több mint 1000 éves hagyománnyal rendelkező Kunomine zarándoklatnak. Japán onszen-kultúrában nagyon gazdag, de a Junominében tapasztalt erős kapcsolat a lélekkel példátlan. A forró vízzel való tisztálkodás a mai napig fennáll a Kumano Hongu Taisa-i tavaszi fesztivál ideje.
A Cuboju egy természetes kis kabin, melyet a patak formált, amely végigfut a Junomine Onszenen. Az emberek titkosan tudnak itt fürdőzni ezen a kis kövön legfeljebb 30 percen keresztül. Ez az egyetlen melegvízű forrás, amely az UNESCO oldalán is regisztrálva van. Párok körében is igen népszerű. A Cuboju fürdőt egy vagy két személy használhatja. Használata 770 jenbe kerül, nyitvatartási ideje 6:00-21:30. Fürdőruha, sampon és szappan használata nem megengedett.

## Fordítás
- Ez a szócikk részben vagy egészben  az   Onsen című angol Wikipédia-szócikk fordításán alapul.  Az eredeti cikk szerkesztőit annak laptörténete sorolja fel. Ez a jelzés csupán a megfogalmazás eredetét és a szerzői jogokat jelzi, nem szolgál a cikkben szereplő információk forrásmegjelöléseként.
- Ez a szócikk részben vagy egészben  a   Beppu Onsen című angol Wikipédia-szócikk fordításán alapul.  Az eredeti cikk szerkesztőit annak laptörténete sorolja fel. Ez a jelzés csupán a megfogalmazás eredetét és a szerzői jogokat jelzi, nem szolgál a cikkben szereplő információk forrásmegjelöléseként.
- Ez a szócikk részben vagy egészben  a   Dōgo Onsen című angol Wikipédia-szócikk fordításán alapul.  Az eredeti cikk szerkesztőit annak laptörténete sorolja fel. Ez a jelzés csupán a megfogalmazás eredetét és a szerzői jogokat jelzi, nem szolgál a cikkben szereplő információk forrásmegjelöléseként.